# 肥後橋駅
肥後橋駅（ひごばしえき）は、大阪府大阪市西区江戸堀一丁目にある、大阪市高速電気軌道 (Osaka Metro) 四つ橋線の駅である。駅番号はY12。

## 接続する鉄道路線
- 京阪中之島線
  - 渡辺橋駅 - 中之島地下街経由の連絡通路で結ばれている。

新朝日ビルディングの解体工事に伴い、2009年2月19日の終電をもって旧中之島地下街を経由する連絡通路が閉鎖。そのため、京阪中之島線に乗り換えるには一旦地上に上がり、四つ橋筋を歩いた後、再び地下に下りなければならなかった。中之島フェスティバルタワー東棟の竣工直前の2012年11月1日以降、連絡通路の利用が再開され、不便は解消された。しかし、2015年5月3日から2017年4月16日までバリアフリー化工事のため渡辺橋駅に繋がる4号出入口が閉鎖されたため、期間中は再び京阪中之島線に乗り換えるには一旦地上に上がる必要があった。
地下鉄御堂筋線淀屋橋駅の混雑緩和のため、当駅が絡む定期券は淀屋橋駅でも利用できる。但し、両駅間に連絡通路はなく、一旦地上に上がり土佐堀通を東へ6分ほど歩く必要がある。

## 歴史

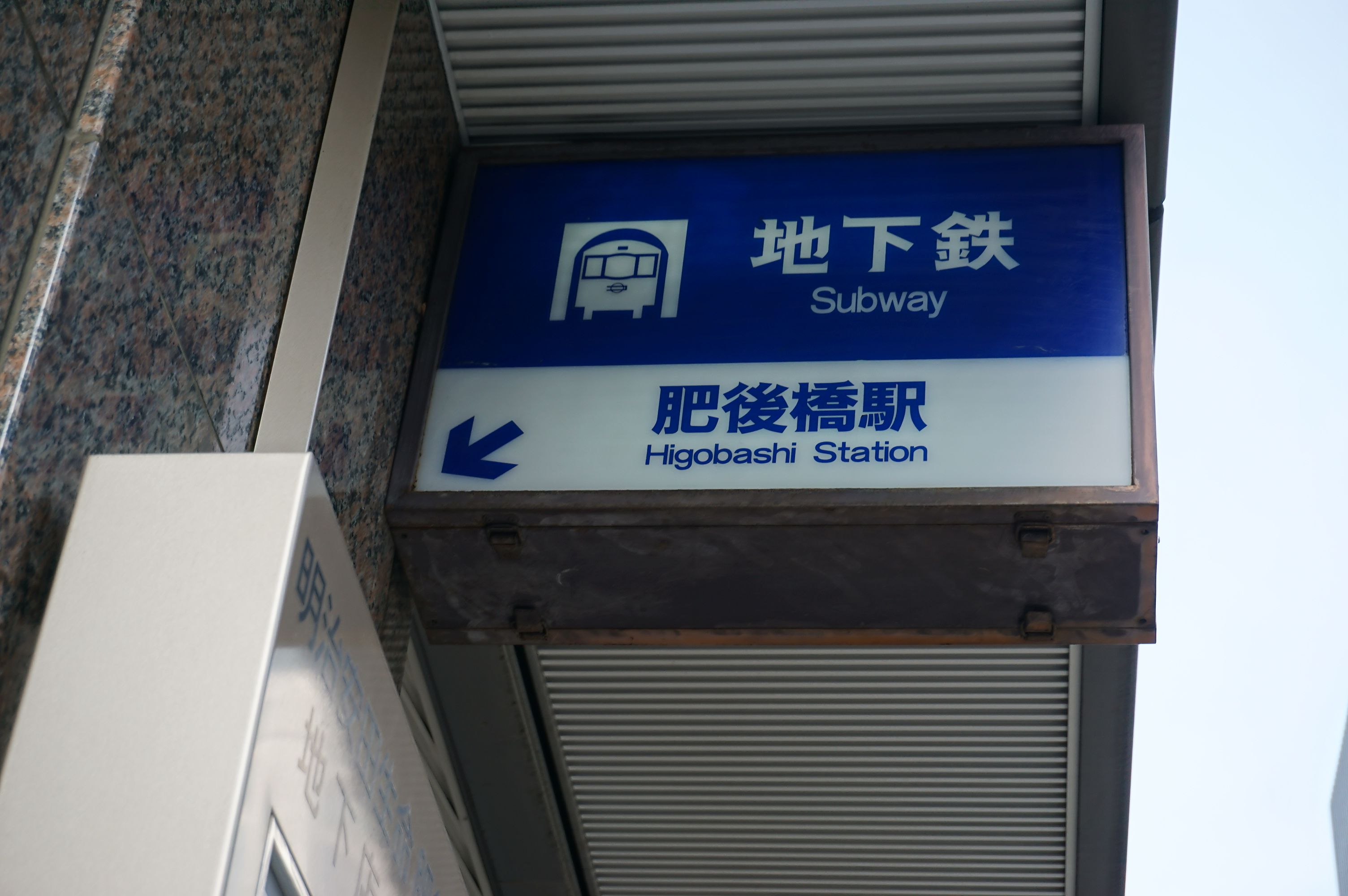
9号出入口に残るヒゲ文字風の案内表示（2018年2月）

- 1965年（昭和40年）10月1日：3号線（現在の四つ橋線）の大国町 - 西梅田間延伸時に開業。
- 2018年（平成30年）4月1日：大阪市交通局の民営化により、大阪市高速電気軌道 (Osaka Metro) の駅となる。
- 2023年（令和5年）12月22日：可動式ホーム柵の使用を開始[3]。

## 駅構造
島式ホーム1面2線を持つ地下駅。改札口は南北1ヵ所ずつ設けられている。
当駅は、大国町管区駅に所属し、大国町副管区駅長が当駅および西梅田駅を管轄している。

### のりば
| 番線 | 路線     | 行先                           |
| ---- | -------- | ------------------------------ |
| 1    | 四つ橋線 | 四ツ橋・大国町・住之江公園方面 |
| 2    | 四つ橋線 | 西梅田方面                     |

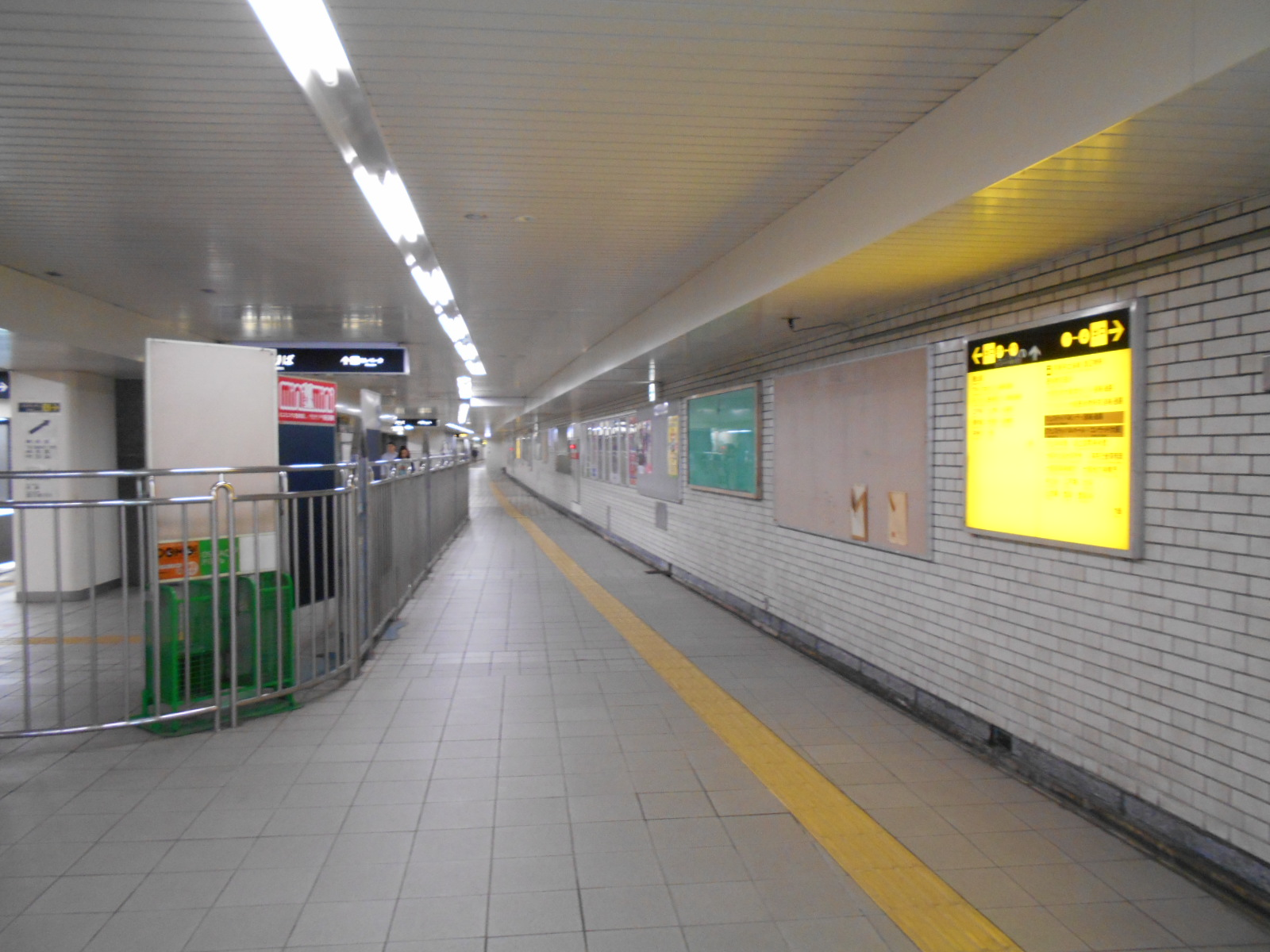
改札外コンコース
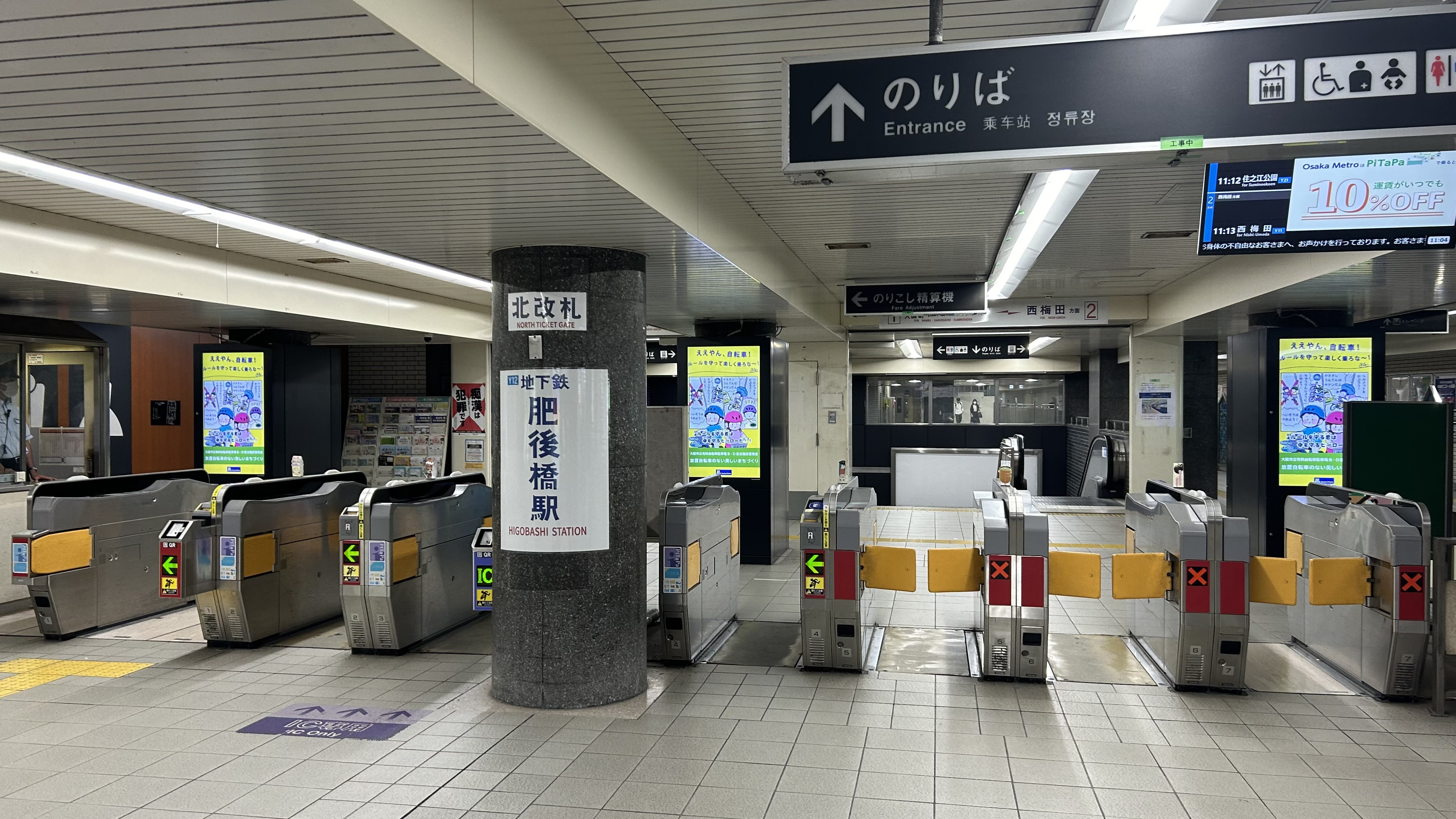
北改札口
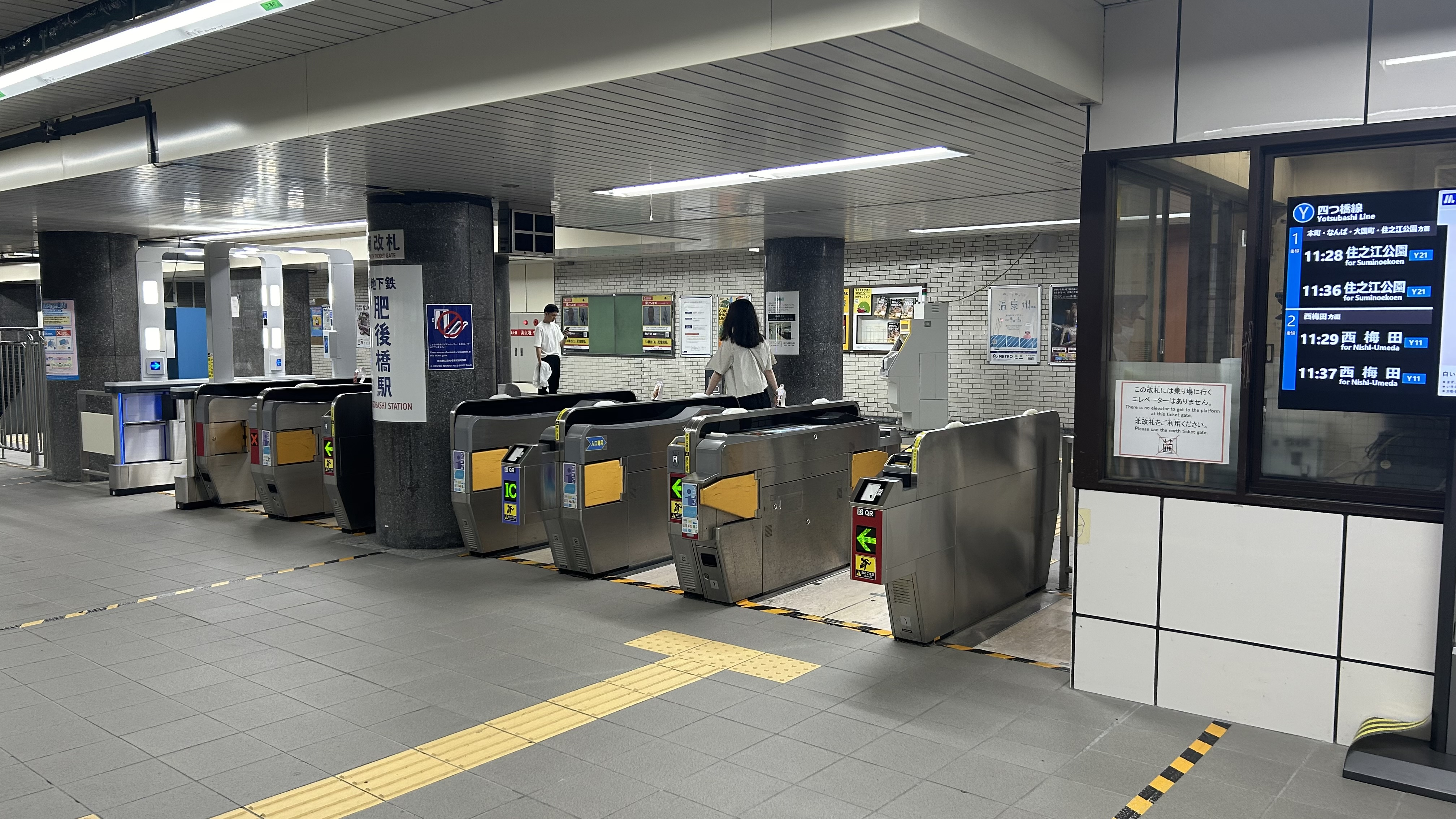
南改札口
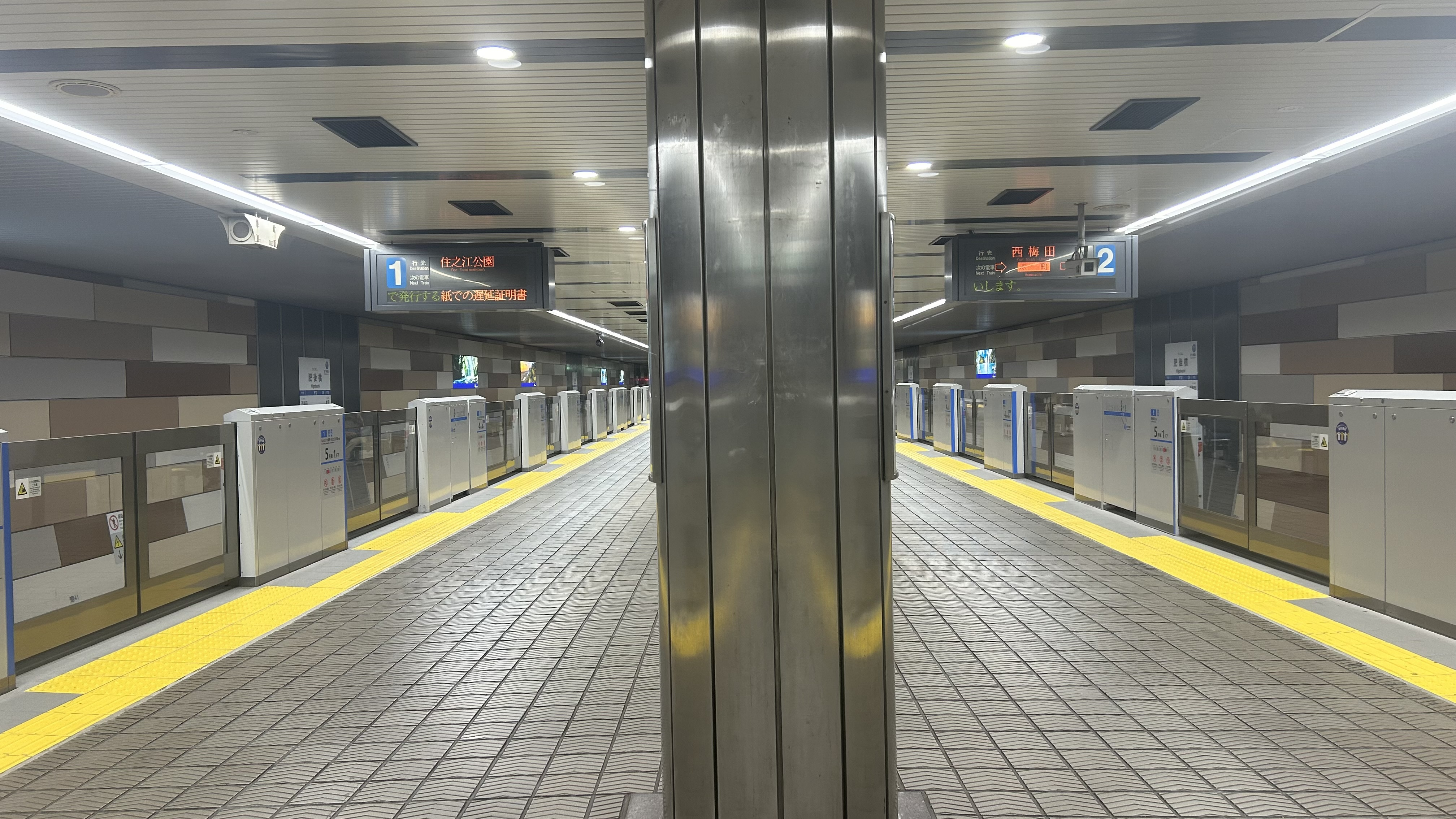
リニューアル後のホーム
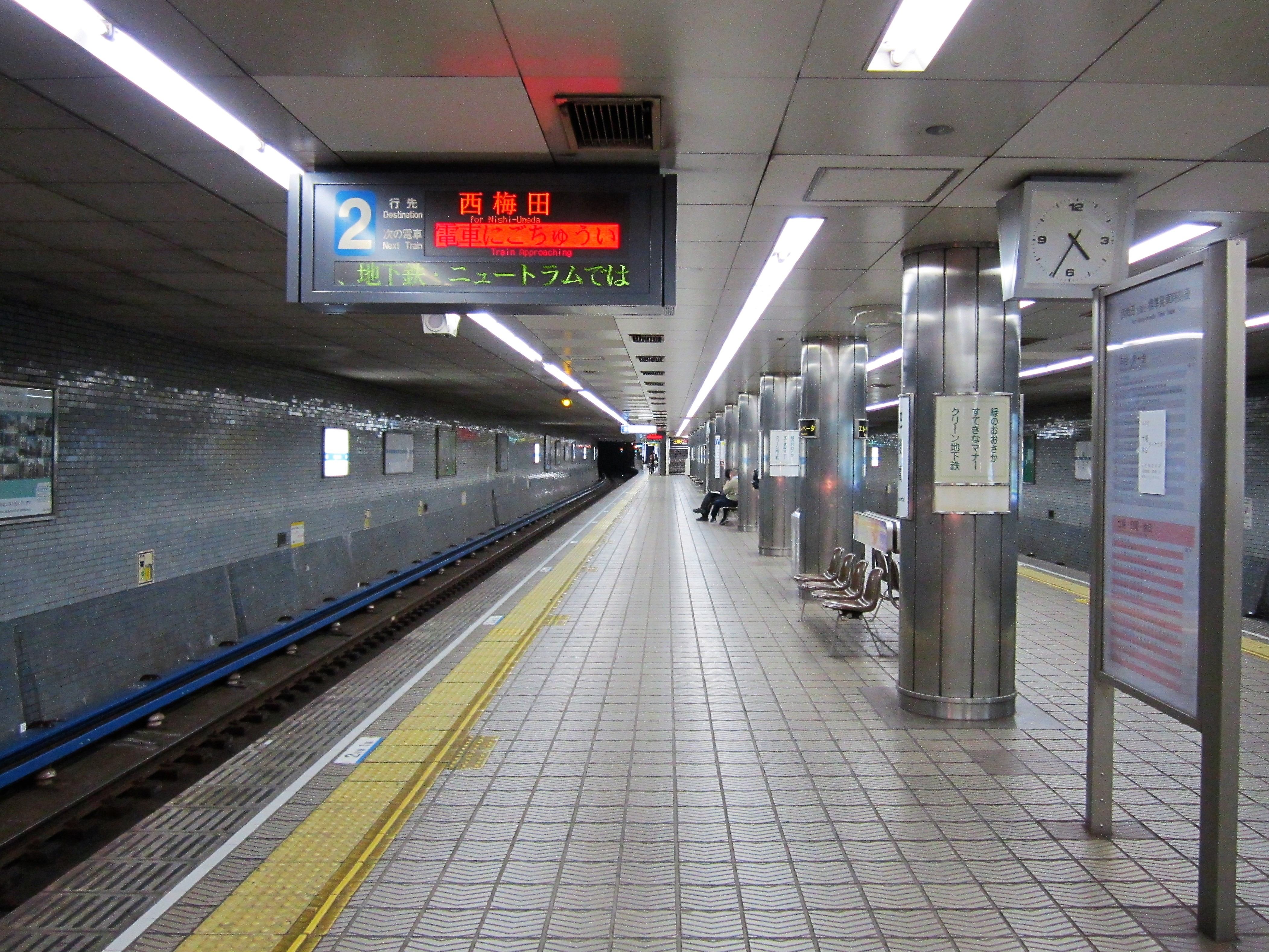
リニューアル前のホーム

### 出口
| 出口番号 | 出口周辺                                                                                                   | 接続改札       | 備考             |
| -------- | --- | -------------- | ---------------- |
| 1A       | シティバスのりば                                                                                           | 北改札         |                  |
| 1B       | 大同生命大阪本社ビル連絡通路                                                                               | 北改札         |                  |
| 2        | 日本ライトハウス情報文化センター                                                                           | 北改札         |                  |
| 3        | アパホテル大阪肥後橋駅前連絡通路・市立科学館 大阪中之島合同庁舎・大阪検察庁・大阪高等検察庁 大阪地方検察庁 | 北改札         |                  |
| 4        | 京阪中之島線渡辺橋駅・中之島地下街 フェスティバルホール                                                    | 北改札         |                  |
| 5A       | ワキタ本社ビル連絡通路                                                                                     | 北改札・南改札 |                  |
| 5B       | 新石原ビル(イシハラホール)連絡通路                                                                         | 北改札・南改札 |                  |
| 6        | | 南改札         |                  |
| 7        | パシフィックマークス肥後橋連絡通路                                                                         | 南改札         |                  |
| 8        | 損保ジャパン日本興亜肥後橋ビル連絡通路                                                                     | 南改札         |                  |
| 9        | 明治安田生命肥後橋ビル連絡通路                                                                             | 北改札・南改札 |                  |
| 10       | ろうきん肥後橋ビル連絡通路                                                                                 | 北改札・南改札 | エレベーターあり |

## 利用状況
2024年11月12日の1日乗降人員は65,175人（乗車人員：30,776人、降車人員：34,399人）である。四つ橋線ではなんば駅、本町駅、四ツ橋駅（心斎橋駅と合算）、西梅田駅に次ぐ第5位で、同線の単独駅では西梅田駅に次ぐ第2位である。
西梅田駅とは対照的に、こちらは降車が乗車を大きく上回る傾向にある。
各年度の特定日における利用状況は下表のとおりである。なお1969・1995年度の記録については、それぞれ1970・1996年に行われた調査である（会計年度上、表中に記載の年度となる）。
| 年度               | 調査日   | 乗車人員 | 降車人員 | 乗降人員 | 出典          | 出典          |
| 年度               | 調査日   | 乗車人員 | 降車人員 | 乗降人員 | メトロ        | 大阪府        |
| ------------------ | -------- | -------- | -------- | -------- | ------------- | ------------- |
| 1966年（昭和41年） | 11月08日 | 24,057   | 27,899   | 51,956   |               | [ 大阪府 1 ]  |
| 1967年（昭和42年） | 11月14日 | 25,416   | 29,200   | 54,616   |               | [ 大阪府 2 ]  |
| 1968年（昭和43年） | 11月12日 | 28,361   | 36,331   | 64,692   |               | [ 大阪府 3 ]  |
| 1969年（昭和44年） | 01月27日 | 29,181   | 33,758   | 62,939   |               | [ 大阪府 4 ]  |
| 1970年（昭和45年） | 11月06日 | 34,812   | 40,377   | 75,189   |               | [ 大阪府 5 ]  |
| 1972年（昭和47年） | 11月14日 | 36,242   | 31,321   | 67,563   |               | [ 大阪府 6 ]  |
| 1975年（昭和50年） | 11月07日 | 31,856   | 37,579   | 69,435   |               | [ 大阪府 7 ]  |
| 1977年（昭和52年） | 11月18日 | 32,296   | 36,418   | 68,714   |               | [ 大阪府 8 ]  |
| 1981年（昭和56年） | 11月10日 | 37,596   | 42,174   | 79,770   |               | [ 大阪府 9 ]  |
| 1985年（昭和60年） | 11月12日 | 35,248   | 40,861   | 76,109   |               | [ 大阪府 10 ] |
| 1987年（昭和62年） | 11月10日 | 35,922   | 41,301   | 77,223   |               | [ 大阪府 11 ] |
| 1990年（平成02年） | 11月06日 | 36,797   | 41,418   | 78,215   |               | [ 大阪府 12 ] |
| 1995年（平成07年） | 02月15日 | 36,660   | 42,509   | 79,169   |               | [ 大阪府 13 ] |
| 1998年（平成10年） | 11月10日 | 36,719   | 40,841   | 77,560   |               | [ 大阪府 14 ] |
| 2007年（平成19年） | 11月13日 | 29,093   | 34,271   | 63,364   |               | [ 大阪府 15 ] |
| 2008年（平成20年） | 11月11日 | 28,564   | 33,374   | 61,938   |               | [ 大阪府 16 ] |
| 2009年（平成21年） | 11月10日 | 32,875   | 34,330   | 67,205   |               | [ 大阪府 17 ] |
| 2010年（平成22年） | 11月09日 | 27,790   | 32,244   | 60,034   |               | [ 大阪府 18 ] |
| 2011年（平成23年） | 11月08日 | 27,716   | 32,008   | 59,724   |               | [ 大阪府 19 ] |
| 2012年（平成24年） | 11月13日 | 29,231   | 31,892   | 61,123   |               | [ 大阪府 20 ] |
| 2013年（平成25年） | 11月19日 | 29,392   | 33,300   | 62,692   | [ メトロ 1 ]  | [ 大阪府 21 ] |
| 2014年（平成26年） | 11月11日 | 30,082   | 34,385   | 64,467   | [ メトロ 2 ]  | [ 大阪府 22 ] |
| 2015年（平成27年） | 11月17日 | 33,133   | 34,827   | 67,960   | [ メトロ 3 ]  | [ 大阪府 23 ] |
| 2016年（平成28年） | 11月08日 | 33,735   | 35,590   | 69,325   | [ メトロ 4 ]  | [ 大阪府 24 ] |
| 2017年（平成29年） | 11月14日 | 34,424   | 39,689   | 74,113   | [ メトロ 5 ]  | [ 大阪府 25 ] |
| 2018年（平成30年） | 11月13日 | 33,847   | 38,040   | 71,887   | [ メトロ 6 ]  | [ 大阪府 26 ] |
| 2019年（令和元年） | 11月12日 | 35,541   | 40,087   | 75,628   | [ メトロ 7 ]  | [ 大阪府 27 ] |
| 2020年（令和02年） | 11月10日 | 27,527   | 30,590   | 58,117   | [ メトロ 8 ]  | [ 大阪府 28 ] |
| 2021年（令和03年） | 11月16日 | 26,158   | 29,597   | 55,755   | [ メトロ 9 ]  | [ 大阪府 29 ] |
| 2022年（令和04年） | 11月15日 | 26,538   | 29,997   | 56,535   | [ メトロ 10 ] | [ 大阪府 30 ] |
| 2023年（令和05年） | 11月07日 | 29,191   | 32,958   | 62,149   | [ メトロ 11 ] | [ 大阪府 31 ] |
| 2024年（令和06年） | 11月12日 | 30,776   | 34,399   | 65,175   | [ メトロ 12 ] |               |

## 駅周辺
淀屋橋駅は東へ400メートルほど。駅のすぐ北を土佐堀川が流れる。

### 北区
- 肥後橋・渡辺橋
- 渡辺橋駅（京阪中之島線）
- 中之島フェスティバルタワー東棟（4号出入口から直結）
  - フェスティバルホール
  - 朝日新聞大阪本社
  - 日刊スポーツ西日本本店・大阪本社
- 中之島フェスティバルタワー・ウエスト
  - 帝人本店・大阪本社
  - 香雪美術館
  - コンラッド大阪
- アクア堂島
- クラブ関西
- ANAクラウンプラザホテル大阪
- モンシェール堂島本店
- サントリーホールディングス本社
- 中之島三井ビルディング
- 中之島ダイビル
- ダイビル本館
- 関電ビルディング
  - 関西電力本店
  - 関西電力送配電本店
- 大阪市立科学館
- 国立国際美術館
- 大阪中之島美術館

### 西区
- 肥後橋商店街（アーケードの全長が79メートルで日本で一番短い商店街を自称していたが、2016年にアーケードが撤去された[5][6][注 2]）

- 日本ライトハウス情報文化センター
- 日本高校野球連盟
- 大阪YMCA
  - 大阪YMCA国際専門学校
- 日本基督教団大阪教会
- 金光教玉水教会
- 立正佼成会大阪普門館
- 高野寺
- 大同生命大阪本社ビル
- 石原産業本社
- 大日本除虫菊本社
- 近畿労働金庫本店
- JSOL大阪本社
- 日本総合研究所大阪本社
- 明治安田生命肥後橋ビル
- リーガプレイス肥後橋
- アパホテル大阪肥後橋駅前
- 阪神高速1号環状線土佐堀出口

### 中央区
- 住友村
- 大阪倶楽部

## バス路線
最寄停留所は「肥後橋」となる。以下の路線が乗り入れ、大阪シティバスにより運行されている。
- 8号系統・62号系統・75号系統：大阪駅前
- 88号系統：大阪駅前/天保山

## 隣の駅
大阪市高速電気軌道 (Osaka Metro)
 四つ橋線
西梅田駅 (Y11) - 肥後橋駅 (Y12) - 本町駅 (Y13)
- ( ) 内は駅番号を示す。

### 記事本文